# Maglić (Bački Petrovac, Srbija)
Maglić (srp.: Маглић, njem. Bulkes) je naselje u općini Bački Petrovac u Južnobačkom okrugu u Vojvodini. Maglić je bio njemačko selo do kraja Drugog svjetskoga rata kada su Nijemci protjerani a u njihove kuće doseljeni Srbi.

## Stanovništvo
U naselju Maglić živi 2.695 stanovnika, od toga 2.128 punoljetnih stanovnika, prosječna starost stanovništva iznosi 39,8 godina (38,4 kod muškaraca i 41,1 kod žena).  U naselju ima 904 domaćinstva, prosječan broj članova po domaćinstvu je 2,98.
Prema popisu stanovništva iz 1910. godine naselje je imalo 2.899 stanovnika od čega 2.777 (95,8%) Nijemaca.
Prema popisu stanovništva iz 1991. godine u naselju je živjelo 2.732 stanovnika.
| Etnički sastav 2002. |            |        |
| Narod                | Stanovnika | %      |
| Srbi                 | 2.426      | 90,01% |
| Slovaci              | 101        | 3,74%  |
| Jugoslaveni          | 35         | 1,29%  |
| Hrvati               | 28         | 1,03%  |
| Mađari               | 16         | 0,59%  |
| Makedonci            | 6          | 0,22%  |
| Crnogorci            | 5          | 0,18%  |
| Romi                 | 4          | 0,14%  |
| Bugari               | 4          | 0,14%  |
| ostali               | 7          | 0,23%  |
| nepoznato            | 13         | 0,48%  |

| broj stanovnika | 8     | 1157  | 2180  | 2226  | 2571  | 2732  | 2695  |
|                 | 1948. | 1953. | 1961. | 1971. | 1981. | 1991. | 2001. |

## Vanjske poveznice
- Karte, udaljenonosti, vremenska prognoza  Arhivirana inačica izvorne stranice od 31. ožujka 2008. (Wayback Machine)
- [neaktivna poveznica]